# Omlenice
Omlenice är en ort i Tjeckien.   Den ligger i regionen Södra Böhmen, i den södra delen av landet, 150 km söder om huvudstaden Prag. Omlenice ligger 677 meter över havet och antalet invånare är 446.
Terrängen runt Omlenice är kuperad åt nordväst, men åt sydost är den platt. Runt Omlenice är det glesbefolkat, med 19 invånare per kvadratkilometer. Närmaste större samhälle är Kaplice, 4,0 km öster om Omlenice. Omgivningarna runt Omlenice är en mosaik av jordbruksmark och naturlig växtlighet.